# 1640 год в России
Царствование: 1613—1645 — Михаила Фёдоровича

## События
- 1637—1642 — Азовское сидение[1].
- Весна — Никон (будущий патриарх) получил благословление удалиться на пустынный остров на озере Коже (Кожозеро), где построил келью и стал жить по чину Анзерского скита[2].
- Завоёванные земли Восточной Сибири получили официальный статус Якутского воеводства[3].
- Конец года — митрополит Пётр Могила передаёт в дар царю Михаилу Фёдоровичу мощи святого Владимира Святославича "исподняя кость с зубами" (нижняя челюсть), которые помещаются в собор Успения Богородицы в Московском Кремле (известна по описи 1701 года, в настоящее время утрачено)[4].
- Паломничество царя Михаила Фёдоровича к чудотворному образу Казанской иконы Божией Матери в Вязниковскую слободу (сов. г. Вязники)[5].
- Кузнецкий острог отразил нападение киргизов, томских и кузнецких татар, телеутов и джунгаров[6].
- Землепроходцы впервые столкнулись на юге Сибири с явлением многолетней мерзлоты и многолетних пород, что стало географическим открытием[7].
- Пожалованы боярством: Репнин Борис Александрович, Одоевской Никита Иванович[8].
- Местничество: 
  - Куракин Фёдор Семёнович и Трубецкой Алексей Никитич[9].
  - Еропкин Михаил Фёдорович, Еропкин Василий Михайлович против боярина Шереметева Фёдора Ивановича. Конфликт в связи с местническим делом И.Ф. Еропкина и Ромодановского-Меньшого В.Г[9].

## Города и поселения
- 1640—1642 — перестраивалась, заложенная в 1586 году, крепость Тюмень (см. 1593 год)[10].
- На месте современного города Лесосибирск существовала деревня Маклаков Луг[11].
- На Охотском море основан Косой острожек, в будущем Охотский острог[3].
- 1640—1643 — перестраивалась крепость в городе Шенкурск[12].

## Руководители приказов[13]
| Года      | Приказ              | Ф,И,О главы                  | Примечания            |
| --------- | ------------------- | ---------------------------- | --------------------- |
| 1639-1640 | Судный приказ       | Пожарский Дмитрий Михайлович | Первый раз: 1634-1638 |
| 1622-1642 | Большой казны       | Черкасский Иван Борисович    | За исключением 1638   |
| 1622-1642 | Иноземский приказ   | Черкасский Иван Борисович    | За исключением 1638   |
| 1622-1642 | Стрелецкий приказ   | Черкасский Иван Борисович    | За исключением 1638   |
| 1630-1661 | Разрядный приказ    | Гавренёв Иван Афанасьевич    | Думный дьяк           |
| 1639-1641 | Печатный приказ     | Гавренёв Иван Афанасьевич    | Думный дьяк           |
| 1639-1645 | Владимирский Судный | Шереметев Иван Петрович      | Боярин                |
| 1639-1645 | Сбора ратных людей  | Шереметев Иван Петрович      | Боярин                |
| 1638-1646 | Аптекарский приказ  | Шереметев Фёдор Иванович     | Боярин                |

## Воеводы[18]
| Года      | Город         | Ф,И,О воеводы               | Примечания      |
| --------- | ------------- | --------------------------- | --------------- |
| 1640-1641 | Арзамас       | Загряжский Иван Иевлевич    |                 |
| 1638-1640 | Астрахань     | Сицкий Юрий Андреевич       | Боярин          |
| 1640-1642 | Астрахань     | Одоевский Никита Иванович   | Боярин          |
| 1640-1641 | Болхов        | Измайлов Михаил Фёдорович   |                 |
| 1636-1641 | Царёв-Борисов | Кокошкин Семён              | Приказной       |
| 1640      | Боровск       | Марин Воин                  | Губной староста |
| 1639-1640 | Брянск        | Мезецкой Фома Дмитриевич    | Стольник        |
| 1637-1641 | Бежецк        | Елецкий Василий Васильевич  |                 |
| 1640-1642 | Белгород      | Леонтьев Замятня Фёдорович  |                 |
| 1638-1640 | Белёв         | Колединский Юрий Васильевич |                 |

## Правление
Список глав государств в 1640 году

## Родились
- Василий Корень (около 1640 — ?) — гравёр по дереву, создатель первой в России гравированной иллюстрированной Библии.
- Волконский, Владимир Иванович — князь, стряпчий, стольник, окольничий.
- Ромодановский, Фёдор Юрьевич (ок. 1640 — 17 [28] сентября 1717) — государственный деятель, руководивший государством в период отсутствия Петра I в столице.

## Умерли
- Афремов, Наум Иванович (? — 1640) — осадный воевода в Туле.
- Дубенский, Андрей Ануфриевич (? — около 1640) — боярский сын, воевода, основатель Красноярского острога.
- Милославский, Даниил Иванович (? — 18 января 1640) — дворянин московский и воевода.
- Романов, Иван Никитич (1560-е — 18 июля 1640) — боярин (с 1605), младший брат патриарха Филарета и дядя царя Михаила Фёдоровича[19].